# Girl in Mirror
Girl in Mirror  (ou Girl in the Mirror) est une peinture réalisée en émail par Roy Lichtenstein en 1964 dans le style pop art. L’œuvre existe entre huit et dix éditions dont une qui s’est vendue à 14 millions de $ en 2012 à la suite d'une vente en 2009 ; une autre version s’est vendue 4,9 millions de $ en 2010. 
Les points Benday y sont utilisés, comme dans la plupart des œuvres de Lichtenstein. 
Cette œuvre a été inspirée du métro de New York et non pas d'une bulle de bande dessinée romantique.  

## Analyse
Girl in Mirror utilise les points Benday comme plusieurs œuvres de Lichtenstein.